# Aleurothrixus myrtacei
Aleurothrixus myrtacei es una especie de insecto hemíptero de la familia Aleyrodidae y la subfamilia Aleyrodinae. Se distribuyen por Sudamérica.
Fue descrita científicamente por primera vez por Bondar en 1923.